# Magosliget
Magosliget is een plaats (község) en gemeente in het Hongaarse comitaat Szabolcs-Szatmár-Bereg. Magosliget telt 241 inwoners (2001).